# Вікна (газета)
«Вікна» — газета, яка виходить у місті Калуші Івано-Франківської області.
Рік початку видання — 2003. Мова — українська. Кількість сторінок: 16. Формат: А3. Наклад: 9000 примірників. Газета виходить щотижнево — по п'ятницях.
Рубрики: — актуально; — політика; — екологія; — місто; — економіка, — права людини та ін.
У 2003 році газета реалізовувала проєкт Програми демократичних грантів та Фонду розвитку засобів масової інформації Посольства США в Україні «Права людини і свобода преси».

## Контактні дані
Засновник і видавець: Оксана Гузинець-Мудрик.
Поштова адреса: а/с 1490, м. Калуш 77301
Адреса редакції: вул. Філатова, 3